# 7394 Ксанфомалітія
7394 Ксанфомалітія (7394 Xanthomalitia) — астероїд головного поясу, відкритий 18 серпня 1985 року.
Тіссеранів параметр щодо Юпітера — 3,042.